# Liga das Nações da UEFA de 2020–21
A Liga das Nações da UEFA de 2020–21 foi a segunda edição da Liga das Nações da UEFA, campeonato bienal de seleções europeias organizado pela União das Associações Europeias de Futebol (UEFA), reunindo os 55 países membros da UEFA. A competição será disputada de setembro a novembro de 2020 (fase de grupos), outubro de 2021 (fase final), e março de 2022 (playoffs de rebaixamento).

## Formato
Em 24 de setembro de 2019, a UEFA anunciou que um formato revisado seria usado para a edição 2020–21, a segunda edição da competição. As 55 seleções da UEFA foram divididas em quatro ligas, com as Ligas A, B e C contendo 16 equipas cada, divididas em quatro grupos de quatro equipas. A Liga D contará com 7 equipas divididos em dois grupos, um contendo quatro equipas e o outro contendo três. As equipas foram alocadas nas ligas com base na classificação geral da Liga das Nações da UEFA de 2018–19. Cada equipa jogará agora seis partidas dentro de seu grupo, exceto um grupo na Liga D que jogará quatro, usando o formato de partidas em casa e fora em rodadas duplas em setembro, outubro e novembro de 2020. Esse formato garante que, para quase todos os grupos, as equipas do mesmo grupo joguem suas últimas partidas ao mesmo tempo. Também aumenta o número total de partidas da fase da liga de 138 para 162 e minimiza o número de amistosos.
Na divisão principal, Liga A, as equipas competem para tornarem-se campeãs da Liga das Nações da UEFA. Os quatro vencedores dos grupos da Liga A classificam-se para a Final da Liga das Nações, que são disputadas em um formato eliminatório que consiste em semifinais, a disputa do terceiro lugar e final. Os semifinalistas serão determinados por sorteio. O país anfitrião será escolhido entre as quatro equipas qualificadas pelo Comite Executivo da UEFA, sendo os vencedores da final coroados como campeões da Liga das Nações. O árbitro assistente de vídeo (VAR) será usado nas finais.
As equipas também competem por promoção e rebaixamento para uma liga superior ou inferior. Nas Ligas B, C e D, os vencedores dos grupos são promovidos, enquanto as últimas equipas de cada grupo nas Ligas A e B são rebaixadas. Como a Liga C tem quatro grupos enquanto a Liga D tem apenas dois, as duas equipas da Liga C que serão rebaixados serão determinados por um playoff de rebaixamento em março de 2022. Com base na classificação geral da Liga das Nações das equipas em quarto lugar, a equipa em primeiro lugar enfrentará a equipa no quarto lugar, e a equipa em segundo lugar enfrentará a equipa no terceiro lugar. Os jogos serão disputados em partidas de ida e volta, com cada equipa jogando uma partida em casa (a equipa melhor classificada será a anfitriã da segunda partida). A equipa que marcar mais gols no total nas duas partidas permanecerá na Liga C, enquanto o perdedor será rebaixado para a Liga D. Se o resultado agregado for empatado, aplica-se a regra do gol fora de casa, com prorrogação sendo disputada se os gols fora também forem iguais. A regra dos gols fora de casa é novamente aplicada após a prorrogação, com uma disputa de pênaltis usada para decidir o vencedor se nenhum gol for marcado durante a prorrogação.

### Eliminatórias para a Copa do Mundo FIFA de 2022
A Liga das Nações estará parcialmente ligada à qualificação europeia para o Copa do Mundo FIFA de 2022 no Qatar, com o formato confirmado pelo Comitê Executivo da UEFA durante a sua reunião em Nyon, Suíça, em 4 de dezembro de 2019. A estrutura de qualificação dependerá dos resultados da Liga das Nações, embora em menor grau do que a repescagem da qualificação para o Campeonato Europeu de Futebol de 2020. Os dez vencedores dos grupos após a primeira fase (fase de grupos) se classificam diretamente para a Copa do Mundo. Em seguida, a segunda fase (playoffs) será disputada pelos dez segundos classificados do grupo, juntamente com os dois melhores vencedores dos grupos da Liga das Nações, com base na classificação geral da Liga das Nações, que terminou fora dos dois primeiros lugares do seu grupo de qualificação. Os playoffs serão divididos em três caminhos, disputados em duas rodadas eliminatórias de um único jogo (semifinais e finais, com as equipas mandantes a serem sorteados), dos quais mais três equipas também se classificarão.

## Calendário
O calendário é o seguinte.
As Finais da Liga das Nações, originalmente agendadas para 2 a 6 de junho de 2021, foram transferidas para 7 a 10 de outubro de 2021 após o adiamento do Campeonato Europeu de Futebol de 2020 para junho e julho de 2021 devido à pandemia de COVID-19. O calendário da fase de grupos foi revista pelo Comitê Executivo da UEFA durante a sua reunião de 17 de junho de 2020. Na reunião, a UEFA decidiu ajustar o calendário de jogos para outubro e novembro de 2020, a fim de que um jogo adicional fosse disputado em cada janela.
| Fase                    | Rodada                      | Datas                     |
| ----------------------- | --------------------------- | ------------------------- |
| Fase de grupos          | Primeira rodada             | 3–5 de setembro de 2020   |
| Fase de grupos          | Segunda rodada              | 6–8 de setembro de 2020   |
| Fase de grupos          | Terceira rodada             | 10–11 de outubro de 2020  |
| Fase de grupos          | Quarta rodada               | 13–14 de outubro de 2020  |
| Fase de grupos          | Quinta rodada               | 14–15 de novembro de 2020 |
| Fase de grupos          | Sexta rodada                | 17–18 de novembro de 2020 |
| Finais                  | Semifinais                  | 7-10 de outubro de 2021   |
| Finais                  | Disputa pelo terceiro lugar | 7-10 de outubro de 2021   |
| Finais                  | Final                       | 7-10 de outubro de 2021   |
| Playoff de rebaixamento | Partidas de ida             | 24–25 de março de 2022    |
| Playoff de rebaixamento | Partidas de volta           | 28–29 de março de 2022    |

A lista de jogos original foi confirmada pela UEFA em 3 de março de 2020 após o sorteio. No entanto, devido à mudança no calendário da fase de grupos, um cronograma revisado para os jogos de outubro e novembro de 2020 foi anunciado pela UEFA em 26 de junho de 2020.
Os playoffs de rebaixamento da Liga C estão programados nas mesmas datas da repescagem para a Copa do Mundo FIFA de 2022. Se uma ou mais equipas que devem participar dos playoffs de rebaixamento também se qualificarem para a repescagem para a Copa do Mundo, os playoffs de rebaixamento serão cancelados e os times da Liga C classificados em 47º e 48º na classificação geral serão automaticamente rebaixados.

## Chaveamento

Mapa mostrando as ligas nas quais cada seleção nacional participará.
Liga A
Liga B
Liga C
Liga D

Todas as 55 seleções da UEFA entram na competição. Devido à mudança de formato, nenhum time foi realmente rebaixado da temporada 2018–19. Além dos vencedores dos grupos, também foram promovidos os segundos colocados das ligas C e D, juntamente com o terceiro colocado da Liga D com melhor classificação.
Na lista de acesso de 2020–21, a UEFA classificou as equipas com base na classificação geral da Liga das Nações de 2018–19, com uma pequena modificação: as equipas que foram originalmente rebaixadas na temporada anterior foram classificadas imediatamente abaixo das equipas promovidas antes da mudança de formato. Os potes para a fase de grupos foram baseados na classificação da lista de acesso. Os potes, o sorteio e os procedimentos da lista de jogos foram confirmados pelo Comite Executivo da UEFA durante a sua reunião em Nyon, Suíça, em 4 de dezembro de 2019.
| Aumento | Promovido na temporada anterior (antes da mudança de formato) |
| †       | Rebaixado na temporada anterior (antes da mudança de formato) |
| *       | Promovido após mudança de formato                             |

| Pote | Seleção              | Mud     | Rank |
| ---- | -------------------- | ------- | ---- |
| 1    | Portugal             |         | 1    |
| 1    | Países Baixos        |         | 2    |
| 1    | Inglaterra           |         | 3    |
| 1    | Suíça                |         | 4    |
| 2    | Bélgica              |         | 5    |
| 2    | França               |         | 6    |
| 2    | Espanha              |         | 7    |
| 2    | Itália               |         | 8    |
| 3    | Bósnia e Herzegovina | Aumento | 9    |
| 3    | Ucrânia              | Aumento | 10   |
| 3    | Dinamarca            | Aumento | 11   |
| 3    | Suécia               | Aumento | 12   |
| 4    | Croácia              | †       | 13   |
| 4    | Polónia              | †       | 14   |
| 4    | Alemanha             | †       | 15   |
| 4    | Islândia             | †       | 16   |

| Pote | Seleção          | Mud     | Rank |
| ---- | ---------------- | ------- | ---- |
| 1    | Rússia           |         | 17   |
| 1    | Áustria          |         | 18   |
| 1    | País de Gales    |         | 19   |
| 1    | Tchéquia         |         | 20   |
| 2    | Escócia          | Aumento | 21   |
| 2    | Noruega          | Aumento | 22   |
| 2    | Sérvia           | Aumento | 23   |
| 2    | Finlândia        | Aumento | 24   |
| 3    | Eslováquia       | †       | 25   |
| 3    | Turquia          | †       | 26   |
| 3    | Irlanda          | †       | 27   |
| 3    | Irlanda do Norte | †       | 28   |
| 4    | Bulgária         | *       | 29   |
| 4    | Israel           | *       | 30   |
| 4    | Hungria          | *       | 31   |
| 4    | Romênia          | *       | 32   |

| Pote | Seleção            | Mud     | Rank |
| ---- | ------------------ | ------- | ---- |
| 1    | Grécia             |         | 33   |
| 1    | Albânia            |         | 34   |
| 1    | Montenegro         |         | 35   |
| 1    | Geórgia            | Aumento | 36   |
| 2    | Macedônia do Norte | Aumento | 37   |
| 2    | Kosovo             | Aumento | 38   |
| 2    | Bielorrússia       | Aumento | 39   |
| 2    | Chipre             | †       | 40   |
| 3    | Estónia            | †       | 41   |
| 3    | Eslovênia          | †       | 42   |
| 3    | Lituânia           | †       | 43   |
| 3    | Luxemburgo         | *       | 44   |
| 4    | Armênia            | *       | 45   |
| 4    | Azerbaijão         | *       | 46   |
| 4    | Cazaquistão        | *       | 47   |
| 4    | Moldávia           | *       | 48   |

| Pote | Seleção       | Rank |
| ---- | ------------- | ---- |
| 1    | Gibraltar     | 49   |
| 1    | Ilhas Faroé   | 50   |
| 1    | Letónia       | 51   |
| 1    | Liechtenstein | 52   |
| 2    | Andorra       | 53   |
| 2    | Malta         | 54   |
| 2    | San Marino    | 55   |

O sorteio para a fase de grupos ocorreu no Beurs van Berlage Conference Centre em Amesterdão, Holanda, em 3 de março de 2020. Embora o sorteio normalmente tenha restrições para confrontos proibidos, locais de inverno e viagens excessivas, nenhuma condição se aplica ao sorteio, dada a distribuição das equipas em ligas e potes.

## Liga A
|  | Equipe classificada para a semifinal                         |
|  | Equipe rebaixada para a Liga das Nações da UEFA B de 2022–23 |

### Grupo 1
| Pos | Equipe                   | Pts | J | V | E | D | GP | GC | SG | Classificação ou descenso   |     | Itália | Países Baixos | Polónia | Bósnia e Herzegovina |
| --- | ------------------------ | --- | - | - | - | - | -- | -- | -- | --------------------------- | --- | ------ | ------------- | ------- | -------------------- |
| 1   | Itália                   | 12  | 6 | 3 | 3 | 0 | 7  | 2  | +5 | Qualificado para Fase final |     | —      | 1–1           | 2–0     | 1–1                  |
| 2   | Países Baixos            | 11  | 6 | 3 | 2 | 1 | 7  | 4  | +3 |                             |     | 0–1    | —             | 1–0     | 3–1                  |
| 3   | Polónia                  | 7   | 6 | 2 | 1 | 3 | 6  | 6  | 0  |                             | 0–0 | 1–2    | —             | 3–0     |                      |
| 4   | Bósnia e Herzegovina (R) | 2   | 6 | 0 | 2 | 4 | 3  | 11 | −8 | Rebaixado à Liga B          |     | 0–2    | 0–0           | 1–2     | —                    |

### Grupo 2
| Pos | Equipe       | Pts | J | V | E | D | GP | GC | SG  | Classificação ou descenso   |     | Bélgica | Dinamarca | Inglaterra | Islândia |
| --- | ------------ | --- | - | - | - | - | -- | -- | --- | --------------------------- | --- | ------- | --------- | ---------- | -------- |
| 1   | Bélgica      | 15  | 6 | 5 | 0 | 1 | 16 | 6  | +10 | Qualificado para Fase final |     | —       | 4–2       | 2–0        | 5–1      |
| 2   | Dinamarca    | 10  | 6 | 3 | 1 | 2 | 8  | 7  | +1  |                             |     | 0–2     | —         | 0–0        | 2–1      |
| 3   | Inglaterra   | 10  | 6 | 3 | 1 | 2 | 7  | 4  | +3  |                             | 2–1 | 0–1     | —         | 4–0        |          |
| 4   | Islândia (R) | 0   | 6 | 0 | 0 | 6 | 3  | 17 | −14 | Rebaixado à Liga B          |     | 1–2     | 0–3       | 0–1        | —        |

1. 1 2  Pontos no confronto direto: Dinamarca 4, Inglaterra 1.

### Grupo 3
| Pos | Equipe     | Pts | J | V | E | D | GP | GC | SG | Classificação ou descenso   |     | França | Portugal | Croácia | Suécia |
| --- | ---------- | --- | - | - | - | - | -- | -- | -- | --------------------------- | --- | ------ | -------- | ------- | ------ |
| 1   | França     | 16  | 6 | 5 | 1 | 0 | 12 | 5  | +7 | Qualificado para Fase final |     | —      | 0–0      | 4–2     | 4–2    |
| 2   | Portugal   | 13  | 6 | 4 | 1 | 1 | 12 | 4  | +8 |                             |     | 0–1    | —        | 4–1     | 3–0    |
| 3   | Croácia    | 3   | 6 | 1 | 0 | 5 | 9  | 16 | −7 |                             | 1–2 | 2–3    | —        | 2–1     |        |
| 4   | Suécia (R) | 3   | 6 | 1 | 0 | 5 | 5  | 13 | −8 | Rebaixado à Liga B          |     | 0–1    | 0–2      | 2–1     | —      |

1. 1 2  Empatados no confronto direto. A diferença geral de gols foi usada como desempate.

### Grupo 4
| Pos | Equipe      | Pts | J | V | E | D | GP | GC | SG  | Classificação ou descenso   |     | Espanha | Alemanha | Suíça | Ucrânia |
| --- | ----------- | --- | - | - | - | - | -- | -- | --- | --------------------------- | --- | ------- | -------- | ----- | ------- |
| 1   | Espanha     | 11  | 6 | 3 | 2 | 1 | 13 | 3  | +10 | Qualificado para Fase final |     | —       | 6–0      | 1–0   | 4–0     |
| 2   | Alemanha    | 9   | 6 | 2 | 3 | 1 | 10 | 13 | −3  |                             |     | 1–1     | —        | 3–3   | 3–1     |
| 3   | Suíça       | 6   | 6 | 1 | 3 | 2 | 9  | 8  | +1  |                             | 1–1 | 1–1     | —        | 3–0   |         |
| 4   | Ucrânia (R) | 6   | 6 | 2 | 0 | 4 | 5  | 13 | −8  | Rebaixado à Liga B          |     | 1–0     | 1–2      | 2–1   | —       |

1. 1 2  Empatados no confronto direto. Diferença de gols no confronto direto: Suíça +2, Ucrânia -2.
2. ↑  A partida Suíça x Ucrânia foi concedida como uma vitória por 3 a 0 para a Suíça após ser cancelada, já que a Ucrânia foi colocada em quarentena antes da partida devido a testes positivos de SARS-CoV- 2 na equipe.

### Fase final
A anfitriã das finais da Liga das Nações, a Itália, foi selecionada entre as quatro equipes classificadas. O sorteio foi realizado em 3 de dezembro de 2020.
|  | Semifinais                    | Semifinais |                               |   | Final | Final |
|  |                               |            |                               |   |       |       |
|  | 6 de outubro de 2021 – Milão  |            |                               |   |       |       |
|  |                               |            |                               |   |       |       |
|  | Itália                        | 1          |                               |   |       |       |
|  | Itália                        | 1          | 10 de outubro de 2021 – Milão |   |       |       |
|  | Espanha                       | 2          |                               |   |       |       |
|  | Espanha                       | 2          | Espanha                       | 1 |       |       |
|  | 7 de outubro de 2021 – Turim  |            | Espanha                       | 1 |       |       |
|  |                               | França     | 2                             |   |       |       |
|  | Bélgica                       | França     | 2                             | 2 |       |       |
|  | Bélgica                       |            |                               | 2 |       |       |
|  | França                        | 3          |                               |   |       |       |
|  | França                        | 3          | 3º lugar                      |   |       |       |
|  |                               |            |                               |   |       |       |
|  | 10 de outubro de 2021 – Turim |            |                               |   |       |       |
|  |                               |            |                               |   |       |       |
|  | Itália                        | 2          |                               |   |       |       |
|  | Itália                        | 2          |                               |   |       |       |
|  | Bélgica                       | 1          |                               |   |       |       |

Todas as partidas seguem o fuso horário UTC+2.

#### Semifinais
| 6 de outubro de 2021 | Itália         | 1 – 2     | Espanha              | San Siro, Milão                             |
| 20:45                | Pellegrini 83' | Relatório | F. Torres 17', 45+1' | Público: 33 524 Árbitro: RUS Sergei Karasev |

| 7 de outubro de 2021 | Bélgica                   | 2 – 3     | França                                            | Juventus Stadium, Turim                     |
| 20:45                | Carrasco 37' · Lukaku 40' | Relatório | Benzema 62' · Mbappé 69' (pen) · T. Hernández 90' | Público: 12,409 Árbitro: GER Daniel Siebert |

#### Disputa pelo terceiro lugar
| 10 de outubro de 2021 | Itália                          | 2 – 1     | Bélgica          | Juventus Stadium, Turim                      |
| 15:00                 | Barella 46' · Berardi 65' (pen) | Relatório | De Ketelaere 86' | Público: 16,724 Árbitro: SRB Srđan Jovanović |

#### Final
| 10 de outubro de 2021 | Espanha       | 1 – 2     | França                   | San Siro, Milão                             |
| 20:45                 | Oyarzabal 64' | Relatório | Benzema 66' · Mbappé 80' | Público: 31,511 Árbitro: ENG Anthony Taylor |

## Liga B
|  | Equipe promovida para a Liga das Nações da UEFA A de 2022–23 |
|  | Equipe rebaixada para a Liga das Nações da UEFA C de 2022–23 |

### Grupo 1
| Pos | Equipe               | Pts | J | V | E | D | GP | GC | SG | Promovido ou rebaixado |     | Áustria | Noruega | Romênia | Irlanda do Norte |
| --- | -------------------- | --- | - | - | - | - | -- | -- | -- | ---------------------- | --- | ------- | ------- | ------- | ---------------- |
| 1   | Áustria (P)          | 13  | 6 | 4 | 1 | 1 | 9  | 6  | +3 | Promovido à Liga A     |     | —       | 1–1     | 2–3     | 2–1              |
| 2   | Noruega              | 10  | 6 | 3 | 1 | 2 | 12 | 7  | +5 |                        |     | 1–2     | —       | 4–0     | 1–0              |
| 3   | Romênia              | 8   | 6 | 2 | 2 | 2 | 8  | 9  | −1 |                        | 0–1 | 3–0     | —       | 1–1     |                  |
| 4   | Irlanda do Norte (R) | 2   | 6 | 0 | 2 | 4 | 4  | 11 | −7 | Rebaixado à Liga C     |     | 0–1     | 1–5     | 1–1     | —                |

1. ↑  A partida entre Romênia e Noruega, originalmente marcada para 15 de novembro de 2020, foi cancelada depois que a seleção norueguesa foi proibida de viajar para a Romênia pelo governo norueguês devido a um teste positivo de COVID-19 na equipe.[19] A UEFA declarou a vitória por 3–0 para a Romênia.[20]

### Grupo 2
| Pos | Equipe         | Pts | J | V | E | D | GP | GC | SG | Promovido ou rebaixado |     | República Checa | Escócia | Israel | Eslováquia |
| --- | -------------- | --- | - | - | - | - | -- | -- | -- | ---------------------- | --- | --------------- | ------- | ------ | ---------- |
| 1   | Tchéquia (P)   | 12  | 6 | 4 | 0 | 2 | 9  | 5  | +4 | Promovido à Liga A     |     | —               | 1–2     | 1–0    | 2–0        |
| 2   | Escócia        | 10  | 6 | 3 | 1 | 2 | 5  | 4  | +1 |                        |     | 1–0             | —       | 1–1    | 1–0        |
| 3   | Israel         | 8   | 6 | 2 | 2 | 2 | 7  | 7  | 0  |                        | 1–2 | 1–0             | —       | 1–1    |            |
| 4   | Eslováquia (R) | 4   | 6 | 1 | 1 | 4 | 5  | 10 | −5 | Rebaixado à Liga C     |     | 1–3             | 1–0     | 2–3    | —          |

### Grupo 3
| Pos | Equipe      | Pts | J | V | E | D | GP | GC | SG | Promovido ou rebaixado |     | Hungria | Rússia | Sérvia | Turquia |
| --- | ----------- | --- | - | - | - | - | -- | -- | -- | ---------------------- | --- | ------- | ------ | ------ | ------- |
| 1   | Hungria (P) | 11  | 6 | 3 | 2 | 1 | 7  | 4  | +3 | Promovido à Liga A     |     | —       | 2–3    | 1–1    | 2–0     |
| 2   | Rússia      | 8   | 6 | 2 | 2 | 2 | 9  | 12 | −3 |                        |     | 0–0     | —      | 3–1    | 1–1     |
| 3   | Sérvia      | 6   | 6 | 1 | 3 | 2 | 9  | 7  | +2 |                        | 0–1 | 5–0     | —      | 0–0    |         |
| 4   | Turquia (R) | 6   | 6 | 1 | 3 | 2 | 6  | 8  | −2 | Rebaixado à Liga C     |     | 0–1     | 3–2    | 2–2    | —       |

1. 1 2  Empatados em confronto direto (2) e saldo de gols confronto direto (0). Golos frente a frente fora de casa: Sérvia 2, Turquia 0.

### Grupo 4
| Pos | Equipe            | Pts | J | V | E | D | GP | GC | SG | Promovido ou rebaixado |     | País de Gales | Finlândia | República da Irlanda | Bulgária |
| --- | ----------------- | --- | - | - | - | - | -- | -- | -- | ---------------------- | --- | ------------- | --------- | -------------------- | -------- |
| 1   | País de Gales (P) | 16  | 6 | 5 | 1 | 0 | 7  | 1  | +6 | Promovido à Liga A     |     | —             | 3–1       | 1–0                  | 1–0      |
| 2   | Finlândia         | 12  | 6 | 4 | 0 | 2 | 7  | 5  | +2 |                        |     | 0–1           | —         | 1–0                  | 2–0      |
| 3   | Irlanda           | 3   | 6 | 0 | 3 | 3 | 1  | 4  | −3 |                        | 0–0 | 0–1           | —         | 0–0                  |          |
| 4   | Bulgária (R)      | 2   | 6 | 0 | 2 | 4 | 2  | 7  | −5 | Rebaixado à Liga C     |     | 0–1           | 1–2       | 1–1                  | —        |

## Liga C
|  | Equipe promovida para a Liga das Nações da UEFA B de 2022–23  |
|  | Equipe classificada para a disputa do playoff de rebaixamento |

### Grupo 1
| Pos | Equipe         | Pts | J | V | E | D | GP | GC | SG | Promovido ou rebaixado                      |     | Montenegro | Luxemburgo | Azerbaijão | Chipre |
| --- | -------------- | --- | - | - | - | - | -- | -- | -- | ------------------------------------------- | --- | ---------- | ---------- | ---------- | ------ |
| 1   | Montenegro (P) | 13  | 6 | 4 | 1 | 1 | 10 | 2  | +8 | Promovido à Liga B                          |     | —          | 1–2        | 2–0        | 4–0    |
| 2   | Luxemburgo     | 10  | 6 | 3 | 1 | 2 | 7  | 5  | +2 |                                             |     | 0–1        | —          | 0–0        | 2–0    |
| 3   | Azerbaijão     | 6   | 6 | 1 | 3 | 2 | 2  | 4  | −2 |                                             | 0–0 | 1–2        | —          | 0–0        |        |
| 4   | Chipre (O)     | 4   | 6 | 1 | 1 | 4 | 2  | 10 | −8 | Qualificação para play-outs de rebaixamento |     | 0–2        | 2–1        | 0–1        | —      |

### Grupo 2
| Pos | Equipe             | Pts | J | V | E | D | GP | GC | SG | Promovido ou rebaixado                      |     | Arménia | Macedónia do Norte | Geórgia | Estónia |
| --- | ------------------ | --- | - | - | - | - | -- | -- | -- | ------------------------------------------- | --- | ------- | ------------------ | ------- | ------- |
| 1   | Armênia (P)        | 11  | 6 | 3 | 2 | 1 | 9  | 6  | +3 | Promovido à Liga B                          |     | —       | 1–0                | 2–2     | 2–0     |
| 2   | Macedônia do Norte | 9   | 6 | 2 | 3 | 1 | 9  | 8  | +1 |                                             |     | 2–1     | —                  | 1–1     | 2–1     |
| 3   | Geórgia            | 7   | 6 | 1 | 4 | 1 | 6  | 6  | 0  |                                             | 1–2 | 1–1     | —                  | 0–0     |         |
| 4   | Estónia (R)        | 3   | 6 | 0 | 3 | 3 | 5  | 9  | −4 | Qualificação para play-outs de rebaixamento |     | 1–1     | 3–3                | 0–1     | —       |

### Grupo 3
| Pos | Equipe        | Pts | J | V | E | D | GP | GC | SG  | Promovido ou rebaixado                      |     | Eslovénia | Grécia | Kosovo | Moldávia |
| --- | ------------- | --- | - | - | - | - | -- | -- | --- | ------------------------------------------- | --- | --------- | ------ | ------ | -------- |
| 1   | Eslovênia (P) | 14  | 6 | 4 | 2 | 0 | 8  | 1  | +7  | Promovido à Liga B                          |     | —         | 0–0    | 2–1    | 1–0      |
| 2   | Grécia        | 12  | 6 | 3 | 3 | 0 | 6  | 1  | +5  |                                             |     | 0–0       | —      | 0–0    | 2–0      |
| 3   | Kosovo        | 5   | 6 | 1 | 2 | 3 | 4  | 6  | −2  |                                             | 0–1 | 1–2       | —      | 1–0    |          |
| 4   | Moldávia (R)  | 1   | 6 | 0 | 1 | 5 | 1  | 11 | −10 | Qualificação para play-outs de rebaixamento |     | 0–4       | 0–2    | 1–1    | —        |

### Grupo 4
| Pos | Equipe          | Pts | J | V | E | D | GP | GC | SG | Promovido ou rebaixado                      |     | Albânia | Bielorrússia | Lituânia | Cazaquistão |
| --- | --------------- | --- | - | - | - | - | -- | -- | -- | ------------------------------------------- | --- | ------- | ------------ | -------- | ----------- |
| 1   | Albânia (P)     | 11  | 6 | 3 | 2 | 1 | 8  | 4  | +4 | Promovido à Liga B                          |     | —       | 3–2          | 0–1      | 3–1         |
| 2   | Bielorrússia    | 10  | 6 | 3 | 1 | 2 | 10 | 8  | +2 |                                             |     | 0–2     | —            | 2–0      | 2–0         |
| 3   | Lituânia        | 8   | 6 | 2 | 2 | 2 | 5  | 7  | −2 |                                             | 0–0 | 2–2     | —            | 0–2      |             |
| 4   | Cazaquistão (O) | 4   | 6 | 1 | 1 | 4 | 5  | 9  | −4 | Qualificação para play-outs de rebaixamento |     | 0–0     | 1–2          | 1–2      | —           |

### Playoff de rebaixamento
O playoff de rebaixamento da Liga C está agendada na mesma data da segunda fase das Eliminatórias da Copa do Mundo FIFA de 2022. Se uma ou mais das equipes que devem participar do playoff de rebaixamento também se qualificarem para a segunda fase das Eliminatórias da Copa do Mundo FIFA de 2022, o playoff de rebaixamento será cancelado e as equipes da Liga C classificadas em 47º e 48º na classificação geral da Liga das Nações serão automaticamente rebaixadas.
| Equipe 1 | Total       | Equipe 2    | 1.º jogo | 2.º jogo |
| -------- | ----------- | ----------- | -------- | -------- |
| Moldávia | 2–2 (4–5 p) | Cazaquistão | 1–2      | 1–0      |
| Estônia  | 0–2         | Chipre      | 0–0      | 0–2      |

## Liga D
|  | Equipe promovida para a Liga das Nações da UEFA C de 2022–23 |

### Grupo 1
| Pos | Equipe          | Pts | J | V | E | D | GP | GC | SG  | Promovido ou rebaixado |     | Ilhas Feroe | Malta | Letónia | Andorra |
| --- | --------------- | --- | - | - | - | - | -- | -- | --- | ---------------------- | --- | ----------- | ----- | ------- | ------- |
| 1   | Ilhas Faroé (P) | 12  | 6 | 3 | 3 | 0 | 9  | 5  | +4  | Promovido à Liga C     |     | —           | 3–2   | 1–1     | 2–0     |
| 2   | Malta           | 9   | 6 | 2 | 3 | 1 | 8  | 6  | +2  |                        |     | 1–1         | —     | 1–1     | 3–1     |
| 3   | Letónia         | 7   | 6 | 1 | 4 | 1 | 8  | 4  | +4  |                        | 1–1 | 0–1         | —     | 0–0     |         |
| 4   | Andorra         | 2   | 6 | 0 | 2 | 4 | 1  | 11 | −10 |                        | 0–1 | 0–0         | 0–5   | —       |         |

### Grupo 2
| Pos | Equipe        | Pts | J | V | E | D | GP | GC | SG | Promovido ou rebaixado |     | Gibraltar | Liechtenstein | San Marino |
| --- | ------------- | --- | - | - | - | - | -- | -- | -- | ---------------------- | --- | --------- | ------------- | ---------- |
| 1   | Gibraltar (P) | 8   | 4 | 2 | 2 | 0 | 3  | 1  | +2 | Promovido à Liga C     |     | —         | 1–1           | 1–0        |
| 2   | Liechtenstein | 5   | 4 | 1 | 2 | 1 | 3  | 2  | +1 |                        |     | 0–1       | —             | 0–0        |
| 3   | San Marino    | 2   | 4 | 0 | 2 | 2 | 0  | 3  | −3 |                        | 0–0 | 0–2       | —             |            |

## Estatísticas

### Artilheiros
6 gols
- NOR Erling Haaland

5 gols
- ISR Eran Zahavi

4 gols
- FRO Klæmint Olsen
- SVN Haris Vučkić

3 gols
- BEL Romelu Lukaku
- EST Rauno Sappinen
- FIN Fredrik Jensen
- LUX Danel Sinani
- MNE Stevan Jovetić
- NOR Alexander Sørloth
- POR Diogo Jota

2 gols
- AUT Michael Gregoritsch
- BLR Vitaly Lisakovich
- BEL Dries Mertens
- BEL Michy Batshuayi
- CRO Nikola Vlašić
- CYP Grigoris Kastanos
- DEN Christian Eriksen
- ESP Sergio Ramos
- FRA Antoine Griezmann
- FRA Kylian Mbappé
- GEO Nika Kacharava
- GEO Tornike Okriashvili
- GER Timo Werner
- MKD Ezgjan Alioski
- MLT Jurgen Degabriele
- MNE Igor Ivanović
- POL Robert Lewandowski
- POR Cristiano Ronaldo
- RUS Artem Dzyuba
- RUS Anton Mirantchuk
- SCO Ryan Christie
- SCO Lyndon Dykes
- SRB Aleksandar Mitrović
- SUI Mario Gavranović

1 gol
- ALB Keidi Bare
- ALB Sokol Cikalleshi
- AND Marc Rebés
- ARM Tigran Barseghyan
- ARM Aleksandre Karapetian
- ARM Wbeimar Angulo Mosquera
- ARM Henrikh Mkhitaryan
- ARM Khoren Bayramyan
- ARM Kamo Hovhannisyan
- AUT Marcel Sabitzer
- AUT Christoph Baumgartner
- AUT Karim Onisiwo
- AUT Alessandro Schöpf
- AZE Ramil Sheydayev
- AZE Maksim Medvedev
- BEL Jason Denayer
- BEL Axel Witsel
- BEL Jérémy Doku
- BIH Edin Džeko
- BIH Haris Hajradinović
- BLR Maksim Bardachow
- BLR Alyaksandr Sachywka
- BLR Yevgeniy Yablonskiy
- BLR Roman Yuzepchuk
- BUL Bozhidar Kraev
- CRO Bruno Petković
- CRO Josip Brekalo
- CRO Dejan Lovren
- CRO Andrej Kramarić
- CZE Vladimír Coufal
- CZE Bořek Dočkal
- CZE Michael Krmenčík
- CZE Jakub Pešek
- CZE Matěj Vydra
- DEN Robert Skov
- ENG Raheem Sterling
- ENG Marcus Rashford
- ENG Mason Mount
- ESP José Luis Gayà
- ESP Ansu Fati
- ESP Ferrán Torres
- ESP Mikel Oyarzabal
- EST Frank Liivak
- FIN Robert Taylor
- FRA Olivier Giroud
- FRA Dayot Upamecano
- FRO Brandur Hendriksson
- FRO Andreas Olsen
- FRO Odmar Færø
- GEO Khvicha Kvaratskhelia
- GER İlkay Gündoğan
- GER Matthias Ginter
- GER Leon Goretzka
- GER Kai Havertz
- GER Serge Gnabry
- GIB Graeme Torrilla
- GIB Tjay De Barr
- GRE Dimitris Limnios
- GRE Dimitris Siovas
- GRE Anastasios Bakasetas
- GRE Petros Mantalos
- HUN Dominik Szoboszlai
- HUN Nemanja Nikolić
- HUN Roland Sallai
- HUN Norbert Könyves
- IRL Shane Duffy
- ISL Hólmbert Friðjónsson
- ISL Birkir Sævarsson
- ISR Ilay Elmkies
- ITA Stefano Sensi
- ITA Nicolò Barella
- ITA Lorenzo Pellegrini
- KAZ Islambek Kuat
- KAZ Baktiyar Zaynutdinov
- KAZ Abat Aimbetov
- KOS Benjamin Kololli
- KOS Bernard Berisha
- LIE Nicolas Hasler
- LIE Yanik Frick
- LTU Donatas Kazlauskas
- LTU Arvydas Novikovas
- LTU Karolis Laukžemis
- LUX Gerson Rodrigues
- LUX Edvin Muratović
- LVA Jānis Ikaunieks
- MDA Ion Nicolaescu
- MLT Andrei Agius
- MLT Kyrian Nwoko
- MLT Steve Borg
- MLT Shaun Dimech
- MKD Ilija Nestorovski
- MKD Stefan Ristovski
- MKD Goran Pandev
- MKD Gjoko Zajkov
- MNE Fatos Bećiraj
- NED Steven Bergwijn
- NED Donny van de Beek
- NIR Gavin Whyte
- NIR Patrick McNair
- NOR Mohamed Elyounoussi
- POL Kamil Glik
- POL Kamil Grosicki
- POL Karol Linetty
- POR João Cancelo
- POR João Félix
- POR Bernardo Silva
- POR André Silva
- ROU George Pușcaș
- ROU Denis Alibec
- ROU Dragoș Grigore
- ROU Alexandru Maxim
- RUS Vyacheslav Karavayev
- RUS Magomed Ozdoyev
- RUS Mário Fernandes
- SCO Ryan Fraser
- SRB Sergej Milinković-Savić
- SVN Damjan Bohar
- SVK Ivan Schranz
- SVK Michal Ďuriš
- SVK Hamšík
- SVK Mak
- SUI Sandi Lovrić
- SUI Silvan Widmer
- SUI Remo Freuler
- SWE Marcus Berg
- TUR Kenan Karaman
- TUR Hakan Çalhanoğlu
- TUR Ozan Tufan
- UKR Andriy Yarmolenko
- UKR Oleksandr Zinchenko
- UKR Ruslan Malinovskyi
- UKR Viktor Tsyhankov
- WAL Kieffer Moore
- WAL Neco Williams
- WAL Jonny Williams

Gol-contra
- AND Emili Garcia (para a Malta)
- AZE Anton Krivotsyuk (para o Luxemburgo)
- CRO Dominik Livaković (para a França)
- CYP Ioannis Kousoulos (para o Luxemburgo)
- EST Märten Kuusk (para a Macedônia do Norte)
- ISL Rúnar Már Sigurjónsson (para a Dinamarca)
- ISR Joel Abu Hanna (para a Republica Checa)
- MLT Matthew Guillaumier (para a Letônia)
- NIR Stuart Dallas (para a Noruega)